# Pilea stenophylla
Pilea stenophylla är en nässelväxtart som beskrevs av Ignatz Urban. Pilea stenophylla ingår i släktet pileor, och familjen nässelväxter. Inga underarter finns listade i Catalogue of Life.